# David Nadien
David Nadien (Brooklyn, Estados Unidos; 12 de marzo de 1926-Manhattan, Estados Unidos; 28 de mayo de 2014) fue un violinista y profesor de violín estadounidense. Fue concertino de la Orquesta Filarmónica de Nueva York desde 1966 hasta 1970. Su estilo de ejecución, caracterizado por un vibrato rápido, ruidos de cambio audibles y un excelente control del arco, ha sido comparado con el de Jascha Heifetz, que es considerado por muchos como el mejor violinista de todos los tiempos.

## Biografía
David Nadien nació en el seno de una familia judía. Su padre era un boxeador local que se llamaba "Vanderbilt". Comenzó a aprender violín con su padre para posteriormente ingresar en la Escuela de Música de Mannes. También estudió en la Juilliard School. Entre sus maestros se encuentran Adolfo Betti, Demetrius Constantine Dounis, Adolf Busch e Ivan Galamian. Cuando tenía 18 años fue reclutado en el Ejército de Estados Unidos, y tocó con la Army Service Forces Orchestra por recomendación del  fagotista principal de la Orquesta de Filadelfia Sol Schoenbach, que reconoció su talento.
Hizo su primera aparición en un concierto con la Filarmónica de Nueva York a la edad de 14 años. y a los 20 años ganó el Premio Leventritt.
Posteriormente, trabajó principalmente como músico de estudio independiente hasta que en 1966 fue invitado a una audición y finalmente seleccionado por Leonard Bernstein para reemplazar al jubilado John Corigliano Sr., el padre del compositor, como concertino de la Filarmónica de Nueva York. Aunque tenía poca experiencia en la interpretación orquestal, Bernstein elogió sus inusualmente agudas habilidades de lectura a primera vista y lo consideró «un violinista extraordinario», y anteriormente había recibido una oferta de George Szell para ser el segundo violín principal de Orquesta de Cleveland. Como concertino, Nadien fue contratado como solista con la orquesta con frecuencia y apareció en varios de los "Conciertos para jóvenes" de Bernstein.
Dejó la orquesta en 1970 y reanudó su trabajo de estudio en Nueva York, que era mucho más lucrativo que el puesto de concertino. A lo largo de su carrera, grabó cuerdas para artistas como Bette Midler, Billy Joel, Chaka Khan, Don McLean, Nina Simone, Sinead O'Connor o Tony Bennett. Como profesor de violín, trabajó en el Mannes College of Music y enseñó en forma privada.
Nadien poseía el violín "Prince of Orange, Wald, Hoffmann", fabricado por Guarneri del Gesù alrededor de 1743.
Conocido por sus grabaciones de las partes 1 a 4 del método Suzuki de violín.
Murió el 28 de mayo de 2014 a los 88 años a causa de una neumonía.

## Discografía seleccionada
- Vivaldi, The Four Seasons - (David Nadien, violin; strings of the Kapp Sinfonietta; Igor Kipnis, harpsichord; Emanuel Vardi, conductor / Sleevenotes by Igor Kipnis - LP 33rpm, Kapp KCL-9056 - 1960)[6]
- The Virtuoso Violinist - recital: Wieniawski, Scherzo Tarantelle Op.16 / Sarasate, Habanera Op.21 No.2 / Sarasate, Zapateado Op.23 No.2 / Paganini (arr. Kreisler), Caprice No.20 / F.M.Veracini, Largo / Kreisler, Praeludium and Allegro 'in the style of Pugnani' / Paganini, Moto perpetuo Op.11 / Sarasate, Caprice basque Op.24 / Kreisler, Recitative and Scherzo Caprice Op.6 -violin solo- / Vieuxtemps, Regrets Op.40 No.2 / Kreisler, Variations on a Theme by Corelli - (David Nadien, violin; Boris Barere, piano - LP 33rpm, Kapp KCL-9060 - 1961)
- Humoresque - recital: Dvořák (arr. Kreisler), Humoresque Op.101 No.7 / Massenet (arr. M.P.Marsick), Méditation de Thaïs / Mendelssohn (arr. Heifetz), On Wings of Song Op.34 No.2 / Elgar, Salut d'amour Op.12 / Beethoven (arr. Maud Powell), Minuet in G WoO.10 No.2 / Drdla, Souvenir / Brahms, Waltz Op.39 No.15 / Schubert (arr. Wilhelmj), Ave Maria D.839 / Rubinstein (arr. Auer), Melodie in F Op.3 No.1 / Raff, Cavatina Op.85 No.3 / Schubert (arr. Sitt), Serenade (Ständchen, No.4 from 'Schwanengesang' D.957) - (David Nadien, violin; Boris Barere, piano - LP 33rpm, Kapp KS-3342 (Kapp KL-1342, mono release) - 1963)
- Franck, Violin Sonata in A / Debussy, Violin Sonata in G / Ravel, Pièce en forme de habanera / Fauré , Berceuse Op.16 - (David Nadien, violin; David Hancock, piano - LP 33rpm, Monitor MCS2017 - 1968)
- Prokofiev , Sonata for 2 violins Op.56 - (Ruggiero Ricci, violin I; David Nadien, violin II - LP 33rpm, Decca DL710177 - 1970)